# Вазовски правопис
През 1898 г. Иван Вазов като министър на просветата се заема с правописния въпрос и отпечатва „Упѫтване за общо правописание“, в което той запазва един доста традиционен правопис. Всъщност неговият правопис притежава основните качества на дриновския правопис, в сравнение с който Вазов прави някои нововъведения. Вазовото упътване е останало без приложение, тъй като в този момент той напуска министерския пост и на негово място застава Тодор Иванчов, който след допитване до четиричленна филологическа комисия запазва линията на Вазов и преиздава с някои „поправки“ неговото упътване през 1899 г. Иванчовският правопис се установява в практиката и се задържа до 1921 г., като от 1923 г. до 1945 г. е възстановен, но с промени в правилата за правопис на буквата ят.

## Главни особености
Вазовският правопис се характеризира със следните правила:

### Писане на краесловни ерове
Краесловните ерове не се четат!
Буква ь се пише:
- В съществителни имена от женски род, които завършват на писмена съгласна: кость, захарь, живопись, вечерь и др.
- Във всички съществителни имена от мъжки род, които получават мека членна форма: день, зеть, конь, краль, лакъть, нокъть, огънь, пѫть, сънь, царь, цѣсарь; в това число и деятелните съществителни от мъжки род, завършващи на -арь и -тель: млѣкарь, учитель и т.н.
- Във всички думи от мъжки род, които в женски род окончават на -я: синь – синя, горень – горня, долень – долня, прѣдень – прѣдня, задень – задня, вѣчень – вѣчня, вечерень – вечерня, срѣдень – срѣдня, дирень – диреня.
- В числитилните от пет до десет и техните производни: петь, шесть, седемь, осемь, деветь, десеть, двадесеть и пр.
- В някои слова, като: господь, сирѣчь, тоесть.
- В края на всички останали думи се поставя ъ.

### Етимологично писане на ѫ и ѭ
Буква ѫ се чете като ъ, а буква ѭ като йъ.

#### Къде се поставя буква ѫ/ѭ:
- В корени на думи, където се пада етимологично: вѫбелъ, кѫдѣ, кѫсъ, кѫтъ, кѫща, мѫжъ.
- С ѫ и с ѭ се пишат глаголните окончания за първо лице ед. ч. и за трето лице мн. ч. сегашно време на глаголите от I и II спрежения: метѫ-метѫтъ, летѭ-летѭтъ, стоѭ-стоѭтъ и т.н.
- В думите съѭзъ, паѭкъ, местоимението неѭ и неговата съкратена форма ѭ.

### Етимологично писане на буквата ят
Буквата ят се чете като я или е според ятовото правило.

#### Къде се поставя буквата ят
- В корени на думи: бдѣние, дѣте, желѣзо, лѣсъ, млѣко, пѣсень, рѣка, сѣме, тѣло, цѣна и пр.
- В глаголите, които завършват на -ея и -ее: вѣѭ, лѣѭ, пѣѭ, сѣѭ, смѣѭ, вѣе, лѣе, пѣе, сѣе, смѣе и т.н.
- В окончанията за минало несвършено време на глаголите от I и II спрежение:

| I спр. (берѫ) | II спр. (въртѭ) | спом. глаг. (щѫ) | спом. глаг. (съмъ) | III спр. (стрѣлямъ) |
| ------------- | --------------- | ---------------- | ------------------ | ------------------- |
| берѣхъ        | въртѣхъ         | щѣхъ             | бѣхъ               | стрѣляхъ            |
| берѣше        | въртѣше         | щѣше             | бѣше               | стрѣляше            |
| берѣше        | въртѣше         | щѣше             | бѣше               | стрѣляше            |
| берѣхме       | въртѣхме        | щѣхме            | бѣхме              | стрѣляхме           |
| берѣхте       | въртѣхте        | щѣхте            | бѣхте              | стрѣляхте           |
| берѣха        | въртѣха         | щѣха             | бѣха               | стрѣляха            |

- В окончанията на глаголите от минало свършено време с ѣ-основа (изключение правят глаголите: взе, кле, сне и отне):

| видѣхъ  | седѣхъ  | щѣхъ  | бѣхъ  |
| видѣ    | седѣ    | щѣ    | бѣ    |
| видѣ    | седѣ    | щѣ    | бѣ    |
| видѣхме | седѣхме | щѣхме | бѣхме |
| видѣхте | седѣхте | щѣхте | бѣхте |
| видѣха  | седѣха  | щѣха  | бѣха  |

- Във формите за свършено и несвършено минало време на действителното причастие (изключение правят причастията: взелъ, клелъ, снелъ и отнелъ): говѣелъ – голѣлъ, живѣелъ – живѣлъ, берѣлъ – но: бралъ, но: предохъ – прелъ и пр.
- В минало страдателно причастие, проиведено от минало свършено време на глаголи с ѣ-основа: видѣнъ (от: видѣхъ), съзрѣнъ (от: съзрѣхъ), но: плетенъ (от: плетохъ) и т.н.
- В многопътните глаголи:
  - лѣгамъ (но: да легнѫ), сѣдамъ (но: да седнѫ, сѣдло, бесѣдка), смѣтамъ (но: да сметнѫ), клѣкамъ (но: да клекнѫ), врѣкамъ (но: да врекнѫ), крѣкамъ (но: да крекнѫ), посѣгамъ (но: да посегнѫ), увѣхвамъ (но: да увехнѫ). Изключение правят глаголите, образувани от корените -бѣг- и -лѣз-, които се пишат винаги с ѣ: бѣгамъ – (да) побѣгнѫ, избѣгвамъ – (да) избѣгнѫ, прибѣгвамъ – (да) прибѣгнѫ, влѣзвамъ – (да) влѣзнѫ/влѣзѫ, излѣзвамъ – (да) излѣзнѫ/излѣзѫ, слѣзвамъ – (да) слѣзнѫ/слѣзѫ.
  - и в глаголи, които в минало свършено време окончават на -ѣхъ: остарѣхъ – остарѣвамъ, прѣтърпѣхъ – прѣтърпѣвамъ, но: уморихъ – уморявамъ.
- В съществителни и прилагателни:
  - В отглаголни съществителни на -ѣние (-ѣне) и -ѣване: бдѣхъ – бдѣние, въртѣхъ – въртѣне, прѣживѣхъ – прѣживѣване, завладѣ – завладѣвамъ – завладѣване.
  - Съществителни на -ѣлка, -ѣлость, – ѣвъ, -ѣвка: заговѣлъ – заговѣлка, узрѣлъ – зрѣлость, зѣѭ – прозѣва – прозѣвка – зѣвъ.
  - Прилагателни на -ѣливъ: гордѣлъ – гордѣливъ, мързѣлъ – мързѣливъ, търпѣлъ – търпѣливъ.
- В щърбата инфинитивна форма на глаголите:
  - В неопеделените глаголни форми, употребени с глаголите: могѫ, стига, недѣй и смѣѭ: недѣй пѣ, стига въртѣ, (не) могѫ видѣ, смѣешъ ли търпѣ.
  - В неопределеното бъдеще време, съставено от инфинитивната основа и спомагателния глагол „щѫ“:

| пѣ-щѫ   | (тоест) ще пѣѭ нѣкога |
| пѣ-щешъ | ще пѣешъ нѣкога       |
| пѣ-ще   | ще пѣе нѣкога         |
| пѣ-щемъ | ще пѣемъ нѣкога       |
| пѣ-щете | ще пѣете нѣкога       |
| пѣщѫтъ  | ще пѣѭтъ нѣкога       |

- В формите за повелително наклонение второ лице мн. ч. на глаголите от I и II спрежения: „Не сѫдѣте, да не бѫдете сѫдени!“, „Бѫдѣте добри единъ къмъ другиго!“.
- В определителния член -тѣ за мн. ч., местоименията: тѣ, тѣзи, онѣзи и в формите, произведени от тях:

| Определ. член | Лич. мест.             | Притеж. мест. | Показ. мест.  |
| ------------- | ---------------------- | ------------- | ------------- |
| мѫжетѣ        | (Именителен падеж) тѣ  | тѣхенъ        | тѣзи (тѣзъ)   |
| рѫцѣтѣ        | (Винителен падеж) тѣхъ | тѣхна         | онѣзи (онѣзъ) |
| добритѣ       | (Дателен падеж) тѣмъ   | тѣхно         |               |

- В края на наречията, завършващи на -ѣ и поизведените от тях прилагателни на -шенъ: вкратцѣ, вѫтрѣ, гдѣ, годѣ, горѣ, добрѣ, дѣ, зимѣ, злѣ, кѫдѣ, лѣтѣ, отдирѣ, отколѣ, подирѣ, попѫтѣ, послѣ, сетнѣ, твърдѣ, утрѣ, явѣ, яцѣ, вѫтрѣшенъ, утрѣшенъ и т.н., с изключение на: още, въобще, поне, иначе, хеле, всуе, свише, на частицата „не“, и още няколко.
- В завършека на формите от старото двойствено число: двѣ, двѣстѣ (двѣста), колѣнѣ, крилѣ, мѫдѣ, нозѣ, раменѣ, рѫцѣ, но: много рамена, много крила, много колѣна.
- В дателния падеж на личните местоимения аз и ти, и възвратното местоимение себе:

| Именителен падеж | Винителен падеж  | Дателен падеж    |
| ---------------- | ---------------- | ---------------- |
| азъ              | мене, ме (кого?) | менѣ, ми (кому?) |
| ти               | тебе, те (кого?) | тебѣ, ти (кому?) |
| –                | себе, се (кого?) | себѣ, си (кому?) |

- В суфикса -ѣнъ у прилагателните относителни имена, когато ударението пада върху последната сричка: басмѣнъ, брашнѣнъ, кафѣнъ, кадифѣнъ, пепелѣнъ, платнѣнъ, тѣстѣнъ.
- В частицата нѣ, която се среща като съставна част на думите: нѣкакъ, нѣкакъвъ, нѣкога, нѣкой/-я/-е, нѣкого, нѣкому, нѣколко, нѣколцина, нѣкѫдѣ, нѣгдѣ/нѣйдѣ, нѣщо, нѣчий/-я/-е.
- В частицата всѣ, която се среща като съставна част на думите: всѣки/всѣкой, всѣкакъ, всѣкакъвъ, всѣкога, всѣкогашенъ, всѣкѫдѣ, всѣчески.
- представките и предлозите: прѣ-, прѣд-, прѣдъ, прѣди, слѣд-, слѣдъ, срѣд-, срѣдъ, чрѣз-, чрѣзъ (прѣпатилъ, но президентъ – в английския език звукът ѣ не е съществувал, следователно не се пише буквата ят).
- Буквата ят не се пише в началото на думи, след друга гласна и след съгласните г, к, х, ж, ч, ш.

## Тънкости на правописа

### Етимологично писане на думи
Такива думи са: гостба (от старобълг. гость), лещникъ (а не лешник, от старобълг. лѩща – леща), масть (а не маз, от старобълг. масть), нищка (а не нишка, от нищѭ), нужденъ (от старобълг. нѫжда, сиреч нужда), овощка (а не овошка, от старобълг. овоще), отсѫтствувамъ (от старобълг. сѫтъ, тоест са), плещка (от старобълг. плеще, тоест плещи), праздникъ (от старобълг. праздьникъ), празденъ (от старобълг. праздьнъ), растнѫ (от старобълг. растѫ), сърдце (от старобълг. срьдьце), цъвтежъ (от старобълг. про-цвьтѫ), цъвтѭ (от старобълг. про-цвьтѫ), трѣбува, трѣбующъ, слѣдвувамъ, слѣдующъ, живѣющъ (а не живущ или живеещ, от живѣѭ) и т.н.

### Правопис на предствките без-, въз-, из- и раз-
Представките без-, въз-, из-, раз- пред буквите п, ф, к, т, ш, с, х, ч, ц се пишат винаги с буква с (тоест те се пишат така както се изговарят): въстокъ (истокъ), въсторгъ, расприказвамъ, растурямъ, въскръсвамъ, исходъ, исчерпвамъ и пр.

### Правопис на някои думи
Месеците, завършващи днес на -и се пишат с окончание -ий: Януарий, Февруарий, Юний, Юлий, Септемврий, Октомврий, Ноемврий, Декемврий.

### Правопис на предлозите „в“ и „с“
Предлозите „в“ и „с“ се пишат винаги „въ“ и „съ“, следователно няма „въвъ“ и „съсъ“.

### Употреба на някои падежи
Двойна употреба на звателния падеж: Добрѣ дошелъ сте господине генерале!
Винителен падеж при лични имена, титли и обръщения от мъжки род: Споменаха ми, че сѫ повикали Ивана.
Дателен падеж: „Българска народна банка плаща прѣдявителю хиляда лева“.

### Членуване
За определителния член на словата от мъжки род ед. ч. се използва синтактично правило за писане на пълен и кратък член (същото като сегашното), като за пълен член се добавя -тъ без да се премахва краесловният ер: домъ – домътъ – дома, конь – коньтъ – коня, добъръ – добриятъ – добрия.
За словата от женски род ед. ч. се поставя членът -та, без да се премахва предполагаемият краесловен ер: кость – костьта, соль – сольта, жена – жената.
За словата от мн. ч. се поставя членът -тѣ: конетѣ, оситѣ, прѣднитѣ.

## Речник

### Думи, които се пишат с ят
А: Асѣнь
Б: басмѣнъ, бесѣда, бдѣние, бѣгамъ, бѣда, бѣлъ, бѣлѣгъ, бѣсъ, бѣсилка, благовѣстие, благоговѣние, благодѣтель, благолѣпие, благонамѣренъ, блѣденъ, блѣдъ, блазѣ, блѣнъ, блѣсъкъ, блѣѭ, богатѣѭ, брѣгъ, брѣза, брѣзда, брѣме, брѣстъ
В: вѣверица (невѣстулка), вѣда, вѣдро̀, вѣжда, вѣжливъ, вездѣсѫщъ, вѣйка, вѣкъ, вѣмъ, вѣнецъ, вѣно, вѣра, вѣсть, вѣсѭ, вѣтъръ, вѣчень, вѣщъ, вещъ (предмет), вѣѭ, видѣние, вилнѣѭ, вирѣѭ, висѣлъ (висулка), вклѣѭ, вклѣщѭ, вкратцѣ, владѣѭ, влѣзѫ, влѣкѫ, вмѣнявамъ, впрѣгамъ (но: впрегнѣ), врѣва, врѣда, врѣкамъ (но: врекнѫ), врѣло̀, врѣме, врѣскамъ (но: вреснѫ, врещѭ), врѣтено, врѣтище, всѣки, всѫдѣ, вцѣпенѭ, въжделѣние, възрѣние, въпрѣки, въртѣние, вѫтрѣ
Г: гдѣ, гнѣвъ, гнѣздо, говѣѭ, голѣмъ, гордѣѭ, горѣне, грѣздей, грѣхъ, грѣѭ
Д: двѣстѣ, дѣ, дѣва, дѣвамъ, дѣдо, дѣяние, дѣка, дѣлъ, дѣламъ, дѣна, дѣсенъ, дѣте, дѣто, длѣто, Днѣпъръ, Днѣстъръ, добродѣтель, добрѣ, довѣрие, договѣждамъ, додѣ, догдѣ, додѣвамъ, додѣя (ми се), доклѣ, докѫдѣ, досѣтливъ, дрѣмка, дрѣнъ, другадѣ
Е: ехтѣне
Ж: желѣзо, жлѣбъ, жлѣза, жрѣбе, жрѣбие
З: завѣра, завѣса, завѣтъ, заговѣвамъ, задѣвамъ (но: заденѫ), замѣна, заповѣдь, запрѣтявамъ, засѣгамъ (но: засегнѫ), засѣдамъ (но: саседнѫ), засѣдание, засѣдвамъ, засѣнямъ, звѣръ, зѣвъ, зѣница, зѣпамъ, зѣѭ, зимѣ, злѣ, злодѣй, зрѣлище, зрѣлость, зрѣние
И: извѣстие, извѣтъ, измѣна, изобрѣтение, исповѣдь
К: клѣй, клѣкавъ, клѣкамъ (но: клекнѫ), клѣнъ (вид риба, не кленов сироп), клѣтка, клѣщи, колѣбаѭ, колѣно, крѣкамъ (но: крекнѫ), крѣпѭ, крѣскамъ (но: креснѫ, крещѭ), крѣхъкъ, крѣѭ, кѫдѣ, кѫдѣля (свита вълна)
Л: лѣвъ, лѣгамъ (легнѫ), лѣѭ, лѣкъ, лѣнь (лѣность, мързѣлъ), лѣпъ, лѣпѭ, лѣсъ, лѣто, лѣха̀, лѣчѫ, лѣкувамъ, лѣшникъ, лѣщакъ, лѣѭ, линѣѭ, лицемѣрие, лудѣѭ, люлѣѭ, лъщѣѭ
М: малѣѭ, мѣдь, мѣзѝнецъ (най-младиятъ синъ), мѣна, менѣ, мѣнци, мѣра, мѣркамъ, мѣсецъ, мѣсто, мѣсѭ, мѣтамъ (но: метнѫ), мѣхъ, милѣѭ, млѣво̀ (каквато и да е зърнена храна), млѣко, млѣскамъ (но: млещѭ), мнѣние, момѣѭ, мрѣжа, мрѣна, мрѣне
Н: навѣтъ, надѣвамъ (но: надежда), надѣнвамъ, на̀мѣрки, намѣса, нарѣчие, напрѣдъ, насамѣ, насмѣшка, небрѣженъ, нѣвга, невѣдѣние, невѣжъ, невѣмъ, невѣнъ, невѣста, недѣй, недѣля, нѣдра̀, нѣженъ, нѣйдѣ, нѣкакъ, нѣмъ, нѣмамъ, нѣмецъ, нѣчка (цица), непоколѣбимъ, непрѣмѣненъ, несъмнѣнъ, нетлѣние, нѣчий, нѣщо, нозѣ
О: обѣдъ, обѣтъ (обѣщание), обѣкло̀, одѣяло, онѣзи, оплѣнъ, орѣхъ, освѣнъ, осѣнение, отвѣсъ, отвѣтъ, отмѣна, отмѣтка, отрѣбка, отрѣзъ, отсѣвъ, отсѣкъ, отцѣпление, оцѣнка
П: пѣвецъ, прдсѣдатель, пѣна, пѣнезъ (монета), пѣсень, пѣсъкъ, пѣтелъ, пѣѭ, плѣва, плѣнъ, плѣна̀ (жилка желязо или злато), прѣсень, плѣшивъ, побѣда, повѣсмо̀, повѣсть, погрѣшка, подбѣлъ, подѣвецъ, подѣла, подкрѣпа, подстрѣкавамъ, поколѣние, посѣгамъ (нопосегнѫ), посѣкѫ, послѣ, потрѣба, прѣдъ, прѣди, прѣзъ, прѣкъ, прѣлесть, прѣмъ, прѣмеждие, прѣсѣкъ, прѣсенъ, прѣспа, привѣтъ, примѣръ, прилѣпъ, примѣсъ, прищѣвка, провидѣние, пролѣзъ, пролѣть, промѣна, просвѣта, пъртѣнка
Р: рѣдъкъ, рѣжѫ, рѣзвамъ, рѣка, рѣпа, рѣчь, рѣшение, рѣѭ, рѫцѣ
С: свѣдѣние, свѣжъ, свѣнъ, свѣсь, свѣтъ, свѣтѭ, свѣщь, свидѣтель, свирѣпъ, сврѣделъ, сдѣламъ, сѣверъ, сѣкѫ, сѣкамъ, сѣме, сѣнка, сѣно, сѣра, сѣтка, сетнѣ, сѣтѭ, сѣчь, сѣщамъ, сѣѭ, сирѣчь, скробѣла, слѣда, слѣзъ, слѣза, слѣпъ, слѣѭ, смѣсь, смѣхъ, смѣшане/смѣсване, смѣѭ, смѣка, снѣгъ, спрѣмо, срѣда̀, срѣда, срѣдство, Срѣмъ, срѣщамъ, срѣща, стѣгамъ (но: стегнѫ), стѣна, Стрѣзо, стрѣла, Стрѣма, стрѣха, съвсѣмъ, съвѣсть, съвѣтъ, съмнѣние
Т: тѣ, тѣзи, тѣло, тѣмъ, тѣсенъ, тѣсто, тетрѣвъ, тѣхъ, трѣбува, трѣва, трѣзвенъ, трѣмъ, трѣскамъ (но: треснѫ), тѫдѣ, тѫдѣва, тътѣѭ
У: увѣсъ, увѣщание, умѣлъ, упрѣкъ, усвѣтъ, усѣтъ, успѣхъ, утрѣ, утѣха, учрѣдѭ
Х: хлѣбъ, хлѣвъ (покрита ограда), хмѣлъ, хрѣнъ, хрѣскамъ (хреснѫ)
Ц: цвѣтъ, цѣвь, цѣдѭ, цѣлъ, цѣль, цѣлувамъ, цѣлѭ, цѣна, цѣпь, цѣпѭ, цѣръ
Ч: чародѣй, човѣкъ, чрѣда̀ (ред, редуване), чрѣзъ
Щ: щѣние
Я: явѣ, яцѣ (много)
Всички производни думи също се пишат с буквата ят.

### Думи, които се пишат с голям юс
Корен -БѪБР-: бѫбрековиденъ, бѫбрекъ, бѫбрече, бѫбреченъ, надбѫбреченъ, околобѫбреченъ;
Корен -БѪД-: безбѫдещность, бѫдѫ, бѫдѫтъ, бѫде, бѫдейки, бѫделъ, бѫдемъ, бѫденъ, бѫдете, бѫдеха, бѫдехме, бѫдехте, бѫдехъ, бѫдеше, бѫдешъ, бѫдеще, бѫдещность, бѫдещъ, бѫди, бѫдникъ, бѫднина, несбѫдналъ, несбѫднатъ, прѣбѫда, прѣбѫдвамъ, прѣбѫдване, сбѫдвамъ, сбѫдване, сбѫдна, сбѫднатъ, Бѫдни вечерь;
Корен -ВѪБ-: вѫбелъ;
Корен -ВѪГ-: вѫгарецъ;
Корен -ВѪГЛ-: вѫглеводородъ, вѫгледвуокисъ, вѫгледобивъ, вѫглекопачъ, вѫгленочеренъ, вѫгленъ, вѫглероденъ, вѫглеродъ, вѫглехидратъ, вѫглища, вѫглищарь, вѫглищенъ, каменовѫгленъ, обезвѫгляване, овѫгленъ, овѫглѭ, овѫглявамъ, овѫгляване, сѣровѫглеродъ;
Корен -ВѪД- / -ВѪЖД-: вѫдица, вѫдичарски, вѫдичарство, вѫдичарь, вѫдичка, вѫдѭ, говедовѫденъ, говедовѫдство, говедовѫдъ, животновѫденъ, животновѫдка, животновѫдство, животновѫдъ, завѫдѭ, завѫждамъ, завѫждане, извѫдѭ, извѫждамъ, извѫждане, коневѫденъ, коневѫдецъ, коневѫдство, коневѫдъ, лѣсовѫденъ, лѣсовѫдство, лѣсовѫдъ, навѫдѭ, навѫждамъ, навѫждане, овцевѫденъ, овцевѫдецъ, овцевѫдство, овцевѫдъ, отвѫденъ, отвѫдморски, отвѫдокеански, отвѫдъ, отвѫждамъ, полевѫденъ, полевѫдство, полевѫдъ, птицевѫденъ, птицевѫдка, птицевѫдство, птицевѫдъ, пчеловѫдка, пчеловѫдски, пчеловѫдство, пчеловѫдъ, развѫденъ, развѫдникъ, развѫдѭ, развѫждамъ, развѫждане, растениевѫдство, растениевѫдъ, рибовѫденъ, рибовѫдство, рибовѫдъ, свиневѫдецъ, свиневѫдка, свиневѫдство, свиневѫдъ, скотовѫденъ, скотовѫдецъ, скотовѫдство, скотовѫдъ;
Корен -ВѪЗ- / -ВѪЖ-: вѫжарски, вѫжарь, вѫже, вѫжеиграчество, вѫжеиграчка, вѫжеиграчъ, вѫженце, вѫженъ, вѫзелъ, вѫзлестъ, вѫзловатъ, вѫзловъ, хидровѫзелъ;
Коренъ -ВѪС-: вѫсене, вѫсеница, вѫси, вѫсѭ, навѫсвамъ, навѫсване, навѫсено, навѫсеность, навѫсенъ, навѫсѭ, свѫсвамъ, свѫсване, свѫсено, свѫсенъ, свѫсѭ;
Коренъ -ВѪТ-: вѫтъкъ, вѫтъченъ;
Коренъ -ВѪТР-: вѫтрѣшенъ, вѫтрѣшно, вѫтрѣшнопартиенъ, вѫтрѣшнополитически, вѫтрѣшность, вѫтрѣшноядренъ, вѫтрѣ, извѫтрѣ, навѫтрѣ, отвѫтрѣ;
Коренъ -ГЛѪБ-: вглѫбеность, вглѫбѭ, вглѫбявамъ, вглѫбяване, глѫбина, углѫбѭ, углѫбявамъ, углѫбяване;
Коренъ -ГНѪС-: гнѫсене, гнѫсенъ, гнѫсливость, гнѫсливъ, гнѫсно, гнѫсота, гнѫсотия, гнѫсь, гнѫсѭ, догнѫсявамъ, догнѫсяване, погнѫса, погнѫсено, погнѫсѭ, погнѫсявамъ, погнѫсяване;
Коренъ -ГЪЛѪБ-: гълѫбарникъ, гълѫбарь, гълѫбица, гълѫбовъ, гълѫбче, гълѫбъ;
Коренъ -ГѪБ-: гѫба, гѫбавъ, гѫбарникъ, гѫбарство, гѫбарь, гѫбенъ, гѫбестъ, гѫбичка, гѫбовиденъ, гѫбообразенъ, гѫбясамъ, гѫбясвамъ, гѫбясване;
Коренъ -ГѪГ-: гѫгнѫ, гѫгнене, гѫгнивъ, гѫгрица;
Коренъ -ГѪД-: гѫдуларь, гѫдулка;
Коренъ -ГѪЖ-: гѫжва (българска дума за чалма);
Коренъ -ГѪЗ-: гѫзарь, гѫзарѭ, гѫзарѣѭ, гѫзе, гѫзенце, гѫзище, гѫзоблизецъ, гѫзурчѫ, гѫзче, гѫзъ, изгѫзарѭ, изгѫзарявамъ, изгѫзарѣѭ, изгѫзвамъ, изгѫзѭ, нагѫзарѣѭ, нагѫзвамъ, нагѫзурчвамъ, нагѫзурчване, нагѫзѭ, огѫзвамъ, огѫзѭ, разгологѫзвамъ, разгологѫзване, разгѫзвамъ, разгѫзѭ;
Коренъ -ГѪС- / -ГѪШ-: гѫсарка, гѫсарь, гѫсе, гѫсеница, гѫсеничавъ, гѫсениченъ, гѫска, гѫсокъ, гѫши;
Коренъ -ГѪСТ-: гѫстакъ, гѫсталакъ, гѫстичъкъ, гѫстонаселенъ, гѫстообрасълъ, гѫстота, гѫстъ, гѫстѣѭ, несгѫстимость, несгѫстимъ, посгѫстѭ, посгѫстявамъ, посгѫстяване, сгѫстено, сгѫстенъ, сгѫстимость, сгѫстителенъ, сгѫститель, сгѫстѭ, сгѫстявамъ, сгѫстяване;
Коренъ -ДѪБ-: дѫбакъ, дѫбиленъ, дѫбовъ, дѫбрава, дѫбъ;
Коренъ -ДѪГ-: дѫга, дѫговиденъ, дѫговидно, дѫговъ, дѫгообразенъ, недѫгавость, недѫгавъ, недѫгъ;
Коренъ -ЖьЛѪД-: желѫдовиденъ, желѫдъ, жълѫдовъ, жълѫдъ;
Коренъ -ЗѪБ-: беззѫбъ, зѫбарь, зѫбатъ, зѫбене, зѫбенъ, зѫберъ, зѫбестъ, зѫбецъ, зѫбоболъ, зѫбовиденъ, зѫболѣкарка, зѫболѣкарски, зѫболѣкарство, зѫболѣкарь, зѫболѣчебенъ, зѫболѣчебница, зѫболѣчение, зѫботехника, зѫботехникъ, зѫбчатка, зѫбчатъ, зѫбче, зѫбъ, зѫбѭ, назѫбвамъ, назѫбване, назѫбеность, назѫбенъ, назѫбѭ, назѫбямъ, назѫбяне, неназѫбенъ, озѫбвамъ, озѫбване, озѫбѭ, острозѫбъ, тризѫбецъ;
Коренъ -КРѪГ- / -КРѪЖ-: закрѫгленичъкъ, закрѫглено, закрѫгленость, закрѫгленъ, закрѫглѭ, закрѫглявамъ, закрѫгляване, закрѫглямъ, закрѫгляне, крѫгличъкъ, крѫгло, крѫглоликъ, крѫговиденъ, крѫговратенъ, крѫговратъ, крѫговъ, крѫгозоръ, крѫгомъ, крѫгообразенъ, крѫгообращение, крѫгче, крѫгъ, крѫгълъ, крѫжѫ, крѫжене, крѫжецъ, крѫжило, крѫжокъ, крѫжоченъ, крѫжочникъ, крѫжочничка, обкрѫжѫ, обкрѫжавамъ, обкрѫжаване, обкрѫжение, окрѫглѭ, окрѫглявамъ, окрѫгляване, окрѫгъ, окрѫжавамъ, окрѫжаване, окрѫженъ, окрѫжие, окрѫжность, позакрѫглѭ, позакрѫглявамъ, позакрѫгляване, позакрѫглямъ, позакрѫгляне, политкрѫжокъ, полукрѫгъ, полукрѫгълъ, полуокрѫжность;
Коренъ -КѪД-: всѣкѫдѣ, докѫдѣ, докѫдѣто, доникѫдѣ, донѣкѫдѣ, кѫдѣ, кѫдѣто, навсѣкѫдѣ, накѫдѣ, накѫдѣто, нанѣкѫдѣ, никѫдѣ, нѣкѫдѣ, нѣкѫдѣшенъ, отвсѣкѫдѣ, откѫдѣ, откѫдѣто, отникѫдѣ, отнѣкѫдѣ;
Коренъ -КѪДР-: закѫдрѭ, закѫдрямъ, закѫдряне, кѫдравость, кѫдравъ, кѫдрене, кѫдрица, кѫдрокосъ, кѫдрѭ, накѫдрѭ, накѫдрямъ, накѫдряне, разкѫдрямъ, разкѫдряне;
Коренъ -КѪК-: кѫклица, кѫкличавъ;
Коренъ -КѪП-: искѫпвамъ, искѫпване, искѫпѭ, кѫпаленъ, кѫпалня, кѫпане, кѫпина, кѫпинакъ, кѫпиновъ, кѫпона, кѫпѭ, неокѫпанъ, окѫпвамъ, окѫпване, окѫпѭ, поискѫпвамъ, поискѫпване, поискѫпѭ;
Коренъ -КѪС-: въскѫсъ, докѫсвамъ, докѫсване, закѫсамъ, закѫсвамъ, закѫсване, искѫсамъ, искѫсане, искѫсвамъ, искѫсване, искѫсо, испокѫсамъ, испокѫсане, испокѫсанъ, испокѫсвамъ, испокѫсване, испонакѫсвамъ, испонакѫсване, кѫсамъ, кѫсане, кѫсване, кѫсичко, кѫсичъкъ, кѫсо, кѫсовратъ, кѫсовълновъ, кѫсогледство, кѫсогледъ, кѫсокракъ, кѫсометраженъ, кѫсопаметенъ, кѫсопаметство, кѫсоподстриганъ, кѫсота, кѫсоуменъ, кѫсоцевенъ, кѫсче, кѫсъ, кѫсъ, накѫсамъ, накѫсане, накѫсвамъ, накѫсване, накѫсо, ненакѫсанъ, неоткѫснатъ, непрѣкѫсваемъ, непрѣкѫсванъ, непрѣкѫсващъ, непрѣкѫснато, непрѣкѫснатость, непрѣкѫснатъ, нераскѫсанъ, нераскѫсваемъ, нескѫсенъ, окѫсамъ, окѫсане, окѫсанъ, окѫсвамъ, окѫсване, окѫсявамъ, откѫсамъ, откѫсане, откѫсвамъ, откѫсване, откѫслекъ, откѫслеченъ, откѫслечно, откѫслечность, откѫснѫ, откѫснато, откѫснатость, откѫсъ, позакѫсамъ, позакѫсане, позакѫсвамъ, позакѫсване, покѫсамъ, покѫсане, полураскѫсамъ, поокѫсамъ, поокѫсане, поокѫсѭ, поокѫсявамъ, поокѫсяване, поокѫсѣѭ, поскѫсамъ, поскѫсане, поскѫсѭ, поскѫсявамъ, поскѫсяване, прокѫсамъ, прокѫсане, прокѫсвамъ, прокѫсване, прѣкѫсваемъ, прѣкѫсвамъ, прѣкѫсване, прѣкѫсванъ, прѣкѫсвачъ, прѣкѫснѫ, раскѫсамъ, раскѫсане, раскѫсаность, раскѫсвамъ, раскѫсване, распокѫсамъ, распокѫсане, распокѫсаность, распокѫсвамъ, распокѫсване, скѫсамъ, скѫсане, скѫсанъ, скѫсвамъ, скѫсване, скѫсенъ, скѫсѭ, скѫсявамъ, скѫсяване, ултракѫсъ;
Коренъ -КѪТ-: закѫтамъ, закѫтано, закѫтанъ, закѫтвамъ, закѫтване, кѫтамъ, кѫтане, кѫтенъ, кѫткамъ, кѫткане, кѫтникъ, кѫтче, кѫтъ, непокѫтнатость, непокѫтнатъ, позакѫтвамъ, позакѫтване, покѫтвамъ, покѫтване, покѫтнѫ, поприкѫтвамъ, поприкѫтване, поскѫтвамъ, прикѫтамъ, прикѫтане, прикѫтвамъ, прикѫтване, скѫтамъ, скѫтане, скѫтвамъ, скѫтване;
Коренъ -КѪЩ-: вкѫщи, въртокѫщникъ, въртокѫщница, кѫща, кѫщенъ, кѫщица, кѫщичка, кѫщникъ, кѫщовенъ, кѫщовникъ, кѫщовница, кѫщовничество, кѫщурка, покѫщнина;
Коренъ -ЛѪГ-: лѫгъ;
Коренъ -ЛѪК- / -ЛѪЧ-: безотлѫченъ, излѫчѫ, излѫчвамъ, излѫчване, лѫка, лѫкавецъ, лѫкаво, лѫкавость, лѫкавствувамъ, лѫкавстване, лѫкавство, лѫкавщина, лѫкавъ, лѫкатуша, лѫкатушене, лѫкатушенъ, лѫкатушно, лѫковиденъ, лѫковъ, лѫкъ, лѫчѫ, лѫчевъ, лѫчезаренъ, лѫчезарно, лѫчезарность, Лѫчезаровъ, Лѫчезаръ, лѫчеиспускане, лѫчение, лѫчеобразенъ, лѫчистъ, Лѫчо, лѫчъ, неизлѫчващъ, неотлѫченъ, неотлѫчно, неразлѫченъ, неразлѫчно, неразлѫчность, облѫчѫ, облѫчвамъ, облѫчване, отлѫча, отлѫчвамъ, отлѫчване, отлѫчка, петолѫченъ, петолѫчка, поотлѫчвамъ, поотлѫчване, разлѫка, разлѫчѫ, разлѫчвамъ, разлѫчване, самоотлѫча, самоотлѫчвамъ, самоотлѫчване, самоотлѫчка, шестолѫченъ;
Коренъ -МОГѪЩ-: всемогѫщество, всемогѫщъ, могѫщественъ, могѫщество, могѫщъ, свръхмогѫщъ;
Коренъ -МѪДъР-: всемѫдъръ, измѫдрувамъ, измѫдруване, измѫдрѭ, измѫдрямъ, измѫдряне, мѫдрене, мѫдрецъ, мѫдро, мѫдрость, мѫдрувамъ, мѫдруване, мѫдрѭ, мѫдрѣѭ, мѫдъръ, намѫдрувамъ, намѫдруване, намѫдрѭ, намѫдрямъ, нецѣломѫдреность, нецѣломѫдренъ, нецѣломѫдрие, помѫдрявамъ, помѫдряване, прѣмѫдро, прѣмѫдрость, прѣмѫдъръ, умѫдрѭ, умѫдрявамъ, умѫдряване, умѫдряне, умѫдрѣѭ, цѣломѫдрено, цѣломѫдреность, цѣломѫдренъ, цѣломѫдрие;
Коренъ -МѪЖ-: възмѫжавамъ, възмѫжаване, възмѫжалость, възмѫжеѭ, мѫжага, мѫжемразка, мѫжественость, мѫжественъ, мѫжество, мѫжеубийство, мѫжеубийца, мѫжкарана, мѫжкарка, мѫжкарски, мѫжкарь, мѫжки, мѫжле, мѫжовъ, мѫжъ, немѫжественъ, неомѫженъ, новоомѫженъ, омѫжѫ, омѫжвамъ, омѫжване;
Коренъ -МѪК- / -МѪЧ-: великомѫченикъ, великомѫченица, домѫчнявамъ, домѫчнѣѭ, замѫчѫ, измѫчѫ, измѫчвамъ, измѫчване, измѫченъ, мѫка, мѫчѫ, мѫчене, мѫчение, мѫченикъ, мѫченица, мѫченически, мѫченичество, мѫченъ, мѫчилище, мѫчителенъ, мѫчителка, мѫчително, мѫчителски, мѫчитель, мѫчно, мѫчнодостѫпенъ, мѫчноопрѣдѣлимъ, мѫчноподвиженъ, мѫчноподвижность, мѫчноприспособимъ, мѫчнопроходимъ, мѫчнопрѣодолимъ, мѫчноразтопимъ, мѫчносмилаемъ, мѫчносмилателенъ, мѫчнотия, мѫчнотопимость, мѫчнѣѭ, намѫчѫ, намѫчвамъ, намѫчване, поизмѫчѫ, поизмѫчвамъ, поизмѫчване, помѫчѫ, помѫчвамъ, помѫчване, първомѫченикъ, самоизмѫчѫ, самоизмѫчвамъ, самоизмѫчване, умѫчненъ;
Коренъ -МѪТ-: замѫтвамъ, замѫтване, замѫтенъ, замѫтѭ, измѫтвамъ, измѫтване, измѫтѭ, мѫтене, мѫтеница, мѫтенъ, мѫтилка, мѫтило, мѫтно, мѫтность, мѫтнѣѭ, мѫтѭ, помѫтвамъ, помѫтване, омѫтненъ, помѫтнявамъ, помѫтняване, помѫтнѣѭ, помѫтѭ, размѫтвамъ, размѫтване, размѫтѭ, смѫтенъ, смѫтно, смѫтность, смѫтолевѭ, смѫтолевямъ, смѫтолевяне;
Коренъ -ПРѪТ- / -ПРѪЧ-: прѫтъ, прѫчица, прѫчка, прѫчковиденъ;
Коренъ -ПѪД- / -ПѪЖД-: испѫденъ, испѫдѭ, испѫждамъ, испѫждане, напѫдѭ, напѫждамъ, напѫждане, отпѫдѭ, отпѫждамъ, отпѫждане, пропѫдѭ, пропѫждамъ, пропѫждане, пѫдаринъ, пѫдарски, пѫдарь, пѫдѭ, распѫдѭ, распѫждамъ, распѫждане;
Коренъ -ПѪК- / -ПѪЧ-: испѫквамъ, испѫкване, испѫкнѫ, испѫкналость, испѫкналъ, испѫкнатина, испѫчѫ, испѫчвамъ, испѫчване, пѫкнѫ, пѫчѫ, пѫчене;
Коренъ -ПѪП-: напѫпвамъ, напѫпване, напѫпѭ, понапѫпвамъ, понапѫпване, понапѫпѭ, пѫпенъ, пѫпешовъ, пѫпешъ, пѫпка, пѫпковиденъ, пѫпкувамъ, пѫпкуване, пѫпчасамъ, пѫпчасвамъ, пѫпчасване, пѫпчестъ, пѫпчивость, пѫпчивъ, пѫпчица, пѫпъ, распѫпвамъ, распѫпване, распѫпѭ, распѫпямъ, распѫпяне, сѣмепѫпка;
Коренъ -ПѪТ-: беспѫтенъ, беспѫтие, беспѫтица, беспѫтно, беспѫтность, беспѫтство, желѣзопѫтенъ, запѫтвамъ, запѫтване, запѫтѭ, крайпѫтенъ, кръстопѫть, напѫтвамъ, напѫтване, напѫтствамъ, напѫтстване, напѫтственикъ, напѫтственъ, напѫтствие, напѫтствувамъ, напѫтствуване, напѫтѭ, отпѫтувамъ, отпѫтуване, подпѫтвамъ, подпѫтване, попѫтенъ, попѫтувамъ, попѫтуване, пропѫтувамъ, пропѫтуване, противоспѫтниковъ, пѫтеводенъ, пѫтеводитель, пѫтека, пѫтемъ, пѫтенъ, пѫтеписецъ, пѫтеписъ, пѫтепоказатель, пѫтеуказатель, пѫтечка, пѫтешественикъ, пѫтешественица, пѫтешествие, пѫтешествувамъ, пѫтешествуване, пѫти, пѫтникъ, пѫтница, пѫтнически, пѫтничка, пѫтнишки, пѫтнопаваженъ, пѫтностроителенъ, пѫтнотранспортенъ, пѫтувамъ, пѫтуване, пѫть, пѫтьомъ, распѫтенъ, распѫтъ, спѫтниковъ, спѫтникъ, спѫтница, спѫтничка, сухопѫтенъ, сухопѫтно, съпѫтникъ, съпѫтница, съпѫтствувамъ, съпѫтствуване, упѫтвамъ, упѫтване, упѫтѭ;
Коренъ -РѪБ-: изрѫбвамъ, изрѫбване, изрѫбенъ, изрѫбѭ, нарѫбване, нарѫбенъ, нарѫбѭ, непорѫбенъ, подрѫбвамъ, подрѫбване, подрѫбѭ, подрѫбямъ, подрѫбяне, порѫбвамъ, порѫбване, порѫбѭ, порѫбямъ, порѫбяне, рѫбатость, рѫбатъ, рѫбестъ, рѫбъ, рѫбѭ;
Коренъ -РѪГ- / -РѪД- / -РѪЖ-:въорѫжѫ, въорѫжавамъ, въорѫжаване, въорѫжение, въорѫженость, въорѫженъ, лековъорѫженъ, невъорѫженъ, обезорѫжа, обезорѫжавамъ, обезорѫжаване, орѫдеенъ, орѫжеенъ, орѫжейникъ, орѫженосецъ, орѫдие, орѫжие, прѣвъорѫжѫ, прѣвъорѫжавамъ, прѣвъорѫжаване, разорѫжѫ, разорѫжавамъ, разорѫжаване, разорѫжение, съорѫжѫ, съорѫжавамъ, съорѫжаване, съорѫжение, тежковъорѫженъ, хорѫгва;
Коренъ -РѪК- / -РѪЧ-: безрѫкъ, бързорѫкъ, взаимопорѫчитель, врѫчѫ, врѫчвамъ, врѫчване, двурѫкъ, дългорѫкъ, еднорѫкъ, зарѫка, зарѫкомахамъ, зарѫкоплѣскамъ, зарѫчамъ, зарѫчвамъ, зарѫчване, зарѫчение, зарѫчка, изрѫкоплѣскамъ, изрѫкоплѣскане, изрѫчкамъ, изрѫчквамъ, изрѫчкване, нарѫкавникъ, нарѫки, нарѫченъ, нарѫчникъ, нарѫчъ, непорѫчанъ, непрѣпорѫчителенъ, непрѣпорѫчителность, нерѫкотворенъ, несрѫченъ, несрѫчно, несрѫчность, обрѫчъ, отрѫки, подрѫка, подрѫченъ, порѫчамъ, порѫчане, порѫчвамъ, порѫчване, порѫчение, порѫчителка, порѫчителство, порѫчителствувамъ, порѫчителствуване, порѫчитель, порѫчка, прѣпорѫка, прѣпорѫчамъ, прѣпорѫчане, прѣпорѫчано, прѣпорѫчанъ, прѣпорѫчвамъ, прѣпорѫчване, прѣпорѫчителенъ, прѣпорѫчителка, прѣпорѫчителность, прѣпорѫчитель, прѫчица, прѫчка, прѫчковиденъ, рѫка, рѫкавелъ, рѫкавенъ, рѫкавица, рѫкавичарь, рѫкавъ, рѫкатка, рѫководене, рѫководенъ, рѫководещъ, рѫководителка, рѫководителски, рѫководитель, рѫководство, рѫководѭ, рѫкодѣлие, рѫкойка, рѫкомахамъ, рѫкомахане, рѫкопашенъ, рѫкописенъ, рѫкописно, рѫкописъ, рѫкоплѣскамъ, рѫкоплѣскане, рѫкополагамъ, рѫкополагане, рѫкоположѫ, рѫкостискамъ, рѫкостискане, рѫкохватка, рѫкувамъ, рѫкуване, рѫченикъ, рѫченица, рѫченъ, рѫчичка, рѫчка, рѫчкамъ, рѫчкане, рѫчна, рѫчно, саморѫченъ, саморѫчно, собственорѫченъ, собственорѫчно, срѫченъ, срѫчкамъ, срѫчкане, срѫчквамъ, срѫчкване, срѫчно, срѫчность;
Коренъ -СКѪД-: оскѫденъ, оскѫдица, оскѫдность;
Коренъ -СКѪП-: нескѫпоцененъ, оскѫпѭ, оскѫпявамъ, оскѫпяване, поскѫпвамъ, поскѫпване, поскѫпнѫ, поскѫпнѣѭ, поскѫпѭ, поскѫпявамъ, поскѫпяване, прѣскѫпо, прѣскѫпъ, скѫпене, скѫперникъ, скѫперница, скѫпернически, скѫперничество, скѫпо, скѫпотия, скѫпоцененъ, скѫпоценность, скѫпчийка, скѫпчия, скѫпъ, скѫпѭ, скѫпѣѭ;
Коренъ -СТѪП-: богоотстѫпникъ, богоотстѫпнически, богоотстѫпничество, военнопрѣстѫпникъ, встѫпвамъ, встѫпване, встѫпителенъ, встѫпление, встѫпѭ, встѫпямъ, вѣроотстѫпникъ, вѣроотстѫпница, вѣроотстѫпнически, вѣроотстѫпничество, двустѫпенъ, достѫпенъ, достѫпно, достѫпность, достѫпъ, заотстѫпвамъ, заотстѫпване, запристѫпвамъ, застѫпвамъ, застѫпване, застѫпникъ, застѫпница, застѫпнически, застѫпничество, застѫпѭ, застѫпямъ, застѫпяне, исстѫпвамъ, исстѫпване, исстѫпление, исстѫпленъ, исстѫпѭ, исстѫпямъ, исстѫпяне, клетвопрѣстѫпникъ, клетвопрѣстѫпница, клетвопрѣстѫпнически, клетвопрѣстѫпничество, контранастѫпление, леснодостѫпенъ, леснодостѫпно, многостѫпаленъ, мѣстопрѣстѫпление, настѫпателенъ, настѫпателно, настѫпателность, настѫпвамъ, настѫпване, настѫпление, настѫпѭ, настѫпямъ, настѫпяне, невстѫпилъ, недостѫпенъ, недостѫпность, неотстѫпващъ, неотстѫпенъ, неотстѫпно, неотстѫпность, неотстѫпчиво, неотстѫпчивость, неотстѫпчивъ, непристѫпенъ, непристѫпность, новопостѫпилъ, общодостѫпенъ, общодостѫпность, отстѫпателенъ, отстѫпателно, отстѫпвамъ, отстѫпване, отстѫпителенъ, отстѫпка, отстѫпление, отстѫпникъ, отстѫпница, отстѫпничество, отстѫпчиво, отстѫпчивость, отстѫпчивъ, отстѫпъ, отстѫпѭ, подстѫпъ, поотстѫпѭ, постѫпателенъ, постѫпателно, постѫпвамъ, постѫпване, постѫпка, постѫпление, постѫпѭ, пристѫпвамъ, пристѫпване, пристѫпъ, пристѫпѭ, пристѫпямъ, пристѫпяне, простѫпвамъ, простѫпване, простѫпка, простѫпѭ, прѣотстѫпвамъ, прѣотстѫпване, прѣотстѫпѭ, прѣотстѫпяне, прѣстѫпвамъ, прѣстѫпване, прѣстѫпенъ, прѣстѫпенъ, прѣстѫпление, прѣстѫпникъ, прѣстѫпница, прѣстѫпнически, прѣстѫпно, прѣстѫпность, прѣстѫпѭ, прѣстѫпямъ, прѣстѫпяне, родоотстѫпникъ, родоотстѫпница, родоотстѫпнически, родоотстѫпничество, стѫпало, стѫпаловиденъ, стѫпвамъ, стѫпване, стѫписамъ, стѫписане, стѫписвамъ, стѫписване, стѫпка, стѫпканъ, стѫпквамъ, стѫпкване, стѫпнѫ, стѫпчѫ, стѫпѭ, тристѫпенъ, труднодостѫпенъ;
Думата СѪ: трето лице мн. ч. на глагола съмъ, например: Тѣ сѫ пристигнали. Паритѣ сѫ откраднати. На старобълг. сѫтъ.
Коренъ -СѪБ-: Сѫбевъ, Сѫби, Сѫбковъ, сѫбота, сѫботенъ, Сѫботиновъ, Сѫботинъ, Сѫбчевъ, сѫботянинъ, сѫботянка, сѫботянски, сѫботянство;
Коренъ -СѪД- / -СѪЖД-: безразсѫденъ, безразсѫдно, безразсѫдность, безразсѫдство, безразсѫдствувамъ, безразсѫдствуване, бессѫдържателенъ, бессѫдържателность, военносѫдебенъ, извънсѫдебенъ, насѫдѭ, необсѫденъ, неосѫденъ, неосѫжданъ, неподсѫденъ, неподсѫдность, нерассѫденъ, нерассѫдителенъ, нерассѫдливо, нерассѫдливость, нерассѫдливъ, несѫденъ, обсѫдѭ, обсѫждамъ, обсѫждане, осѫденъ, осѫдителенъ, осѫдително, осѫдителность, осѫдѭ, осѫждамъ, осѫждане, отсѫдѭ, отсѫждамъ, отсѫждане, подсѫденъ, подсѫдимость, подсѫдимъ, подсѫдно, подсѫдность, пообсѫждамъ, пообсѫждане, правосѫденъ, правосѫдие, присѫда, присѫдѭ, присѫждамъ, присѫждане, прѣдрассѫдъкъ, прѣдрассѫдъченъ, рассѫдителенъ, рассѫдително, рассѫдителность, рассѫдливо, рассѫдливость, рассѫдливъ, рассѫдъкъ, рассѫдъченъ, рассѫдъчно, рассѫдъчность, рассѫдѭ, рассѫждавамъ, рассѫждаване, рассѫждамъ, рассѫждане, рассѫждение, сърдечносѫдовъ, сѫдба, сѫдбина, сѫдбовенъ, сѫдбовно, сѫдбовность, сѫдбоносенъ, сѫдбоносно, сѫдбоносность, сѫдебенъ, сѫдебно, сѫдене, сѫдийски, сѫдийство, сѫдилище, сѫдилищенъ, сѫдимость, сѫдина, сѫдинка, сѫдия, сѫдникъ, сѫдовъ, сѫдодвигателенъ, сѫдокладъ, сѫдопроизводство, сѫдоустройство, сѫдъ (правна институция), сѫдъ (вмѣстилище), сѫдѭ, сѫждение;
Коренъ -СѪК- / -СѪЧ-: сѫкъ, сѫчка;
Коренъ -СѪСТ-: неприсѫственъ, неприсѫствие, отсѫстващъ, отсѫственъ, отсѫствие, отсѫствувамъ, отсѫствуване, отсѫствующъ, присѫствамъ, присѫственъ, присѫствие, присѫствувамъ, присѫствуване, присѫствующъ;
Коренъ -СѪЩ-: вездесѫщность, вездесѫщъ, всѫщность, досѫщъ, единосѫщенъ, единосѫщъ, лесноосѫществимъ, насѫщенъ, насѫщно, насѫщъ, неосѫщественъ, неосѫществимо, неосѫществимость, неосѫществимъ, неприсѫщъ, несѫществено, несѫщественость, несѫщественъ, несѫществуване, несѫществувание, несѫществуващъ, несѫщъ, осѫществимость, осѫществимъ, осѫществитель, осѫществѭ, осѫществявамъ, осѫществяване, присѫщъ, просѫществувамъ, просѫществуване, самоосѫществяване, спомосѫществуватель, съсѫществувамъ, съсѫществуване, сѫщеврѣмененъ, сѫщеврѣменно, сѫществено, сѫщественость, сѫщественъ, сѫществително, сѫщество, сѫществование, сѫществувамъ, сѫществуване, сѫществувание, сѫществующъ, сѫщина, сѫщински, сѫщность, сѫщо, сѫщъ;
Коренъ -ТРѪБ-: затрѫбѭ, затрѫбявамъ, затрѫбяване, протрѫбѭ, протрѫбявамъ, протрѫбяване, растрѫбѭ, растрѫбявамъ, растрѫбяване, трѫба, трѫбачъ, трѫбене, трѫбенъ, трѫбестъ, трѫбичка, трѫбовиденъ, трѫбообразенъ, трѫбоподобенъ, трѫбопроводенъ, трѫбопроводъ, трѫбѭ;
Коренъ -ТѪГ- / -ТѪЖ-: затѫгувамъ, затѫгуване, затѫжѫ, затѫжавамъ, затѫжаване, затѫженость, натѫжѫ, натѫжавамъ, натѫжаване, натѫжено, натѫженость, позатѫжѫ, позатѫжавамъ, позатѫжаване, растѫжѫ, растѫжавамъ, растѫжаване, растѫженъ, тѫга, тѫговенъ, тѫговитъ, тѫгувамъ, тѫгуване, тѫжѫ, тѫжба, тѫженъ, тѫжителка, тѫжитель, тѫжничъкъ, тѫжно, тѫжовенъ, тѫжовно;
Коренъ -ТѪД-: тѫдѣ, тѫдѣва, тѫдѣвашенъ;
Коренъ -ТѪП-: затѫпителенъ, затѫпканъ, затѫпквамъ, затѫпкване, затѫпчѫ, затѫпѭ, затѫпявамъ, затѫпяване, затѫпѣлость, затѫпѣлъ, затѫпѣѭ, испотѫпканъ, испотѫпквамъ, испотѫпкване, испотѫпчѫ, истѫпанчѫ, истѫпанчвамъ, истѫпанчване, истѫпанѭ, истѫпенъ, истѫпквамъ, истѫпкване, истѫпчѫ, натѫпканъ, натѫпквамъ, натѫпкване, натѫпчѫ, неотѫпканъ, неутѫпканъ, отѫпканъ, отѫпквамъ, отѫпкване, отѫпча, отѫпѣѭ, порастѫпквамъ, порастѫпкване, порастѫпчѫ, потѫпканъ, потѫпквамъ, потѫпкване, потѫпчѫ, притѫпчѫ, притѫпѭ, притѫпявамъ, притѫпяване, прѣтѫпканость, прѣтѫпканъ, прѣтѫпквамъ, прѣтѫпкване, прѣтѫпчѫ, прѣтѫпѭ, прѣтѫпявамъ, прѣтѫпяване, растѫпквамъ, растѫпкване, растѫпча, тѫпакъ, тѫпанарка, тѫпанарски, тѫпанарь, тѫпанче, тѫпанъ, тѫпачка, тѫпашки, тѫпащина, тѫпичъкъ, тѫпкало, тѫпкане, тѫпканица, тѫпо, тѫповръхъ, тѫпоглавъ, тѫпость, тѫпота, тѫпотия, тѫпоуменъ, тѫпоумие, тѫпчѫ, тѫпчене, тѫпъ, тѫпѭ, тѫпѣѭ, утѫпканъ, утѫпквамъ, утѫпкване, утѫпчѫ;
Коренъ -ТѪТ-: тѫтенъ, тѫтнѫ, тѫтнежъ;
Коренъ -ѪГъЛ-: дванадесетоѫгълникъ, десетоѫгъленъ, десетоѫгълникъ, краеѫгъленъ, крайѫгъленъ, многоѫгъленъ, многоѫгълникъ, осмоѫгъленъ, осмоѫгълникъ, остроѫгъленъ, петоѫгъленъ, петоѫгълникъ, правоѫгъленъ, правоѫгълникъ, равноѫгъленъ, седмоѫгъленъ, седмоѫгълникъ, триѫгъленъ, триѫгълникъ, тѫпоѫгъленъ, тѫпоѫгълникъ, четириѫгъленъ, четириѫгълникъ, шестоѫгъленъ, шестоѫгълникъ, ѫглесто, ѫглестъ, ѫгловато, ѫгловатость, ѫгловатъ, ѫгловиденъ, ѫгловъ, ѫглометъръ, ѫгломѣренъ, ѫгломѣръ, ѫглополовяща, ѫгъленъ, ѫгълникъ, ѫгълче, ѫгълъ;

## Промени, въведени от Тодор Иванчов
От думите, които в женски род окончават на -я, само синь се пише с ер малък.
Голямата носовка се пише само в корените на думите и в глагола сѫ.
Представките без-, въз-, из- и раз- се пишат винаги с буква з.